# Ilwad Elman

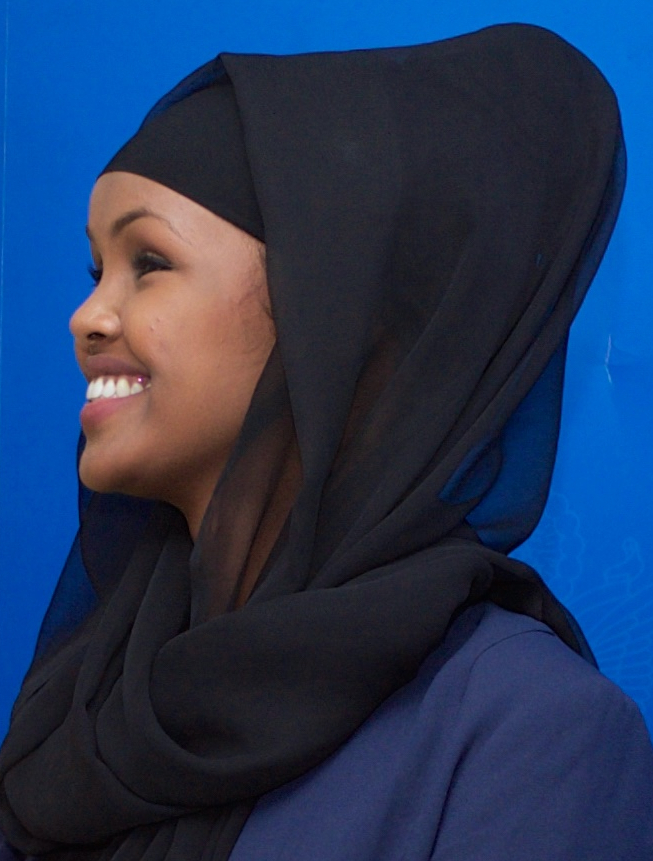
Ilwad Elman (2015)

Ilwad Elman (* 22. Dezember 1989 in Mogadischu, Somalia) ist eine somalisch-kanadische Friedens- und Menschenrechtsaktivistin. Sie arbeitet in der somalischen NGO Elman Peace and Human Rights Center, gemeinsam mit ihrer Mutter Fartuun Adan, von der die Organisation gegründet wurde.

## Leben

### Jugend und Ausbildung
Ilwad wurde 1989 in der somalischen Hauptstadt Mogadischu als eine von drei Töchtern geboren. Sie wuchs bei ihren Eltern, dem Friedensaktivisten Elman Ali Ahmed und der Sozialaktivistin Fartuun Adan, auf. Elmans Vater starb 1996 während der Hochphase des somalischen Bürgerkrieges. Daraufhin emigrierte die Familie 1999 nach Kanada, Ilwad besuchte eine Bildungseinrichtung in der kanadischen Hauptstadt Ottawa.

### Gründung desElman Peace and Human Rights Center
2010 kehrte Ilwad Elman zusammen mit ihrer Mutter zurück nach Somalia. Auch Elmans jüngere Schwester Iman Elman folgte den beiden und dient inzwischen im somalischen Militär. Im November 2019 wurde eine andere Schwester, die Menschenrechtsaktivistin und Diplomatin Almaas Elman, in der Nähe des Flughafens Mogadischu erschossen.
Fartuun Adan gründete die Nichtregierungsorganisation Elman Peace and Human Rights Center und leitet sie seit Gründung als Geschäftsführerin. Ihre Tochter Ilwad Elman unterstützt sie dabei. Die NGO bietet als erste Institution des Landes Unterstützung und Versorgung von Opfern sexueller Gewaltverbrechen. Die NGO hat verschiedene Untergruppen, unter anderem eine Gruppe für jüngere Frauen (Sister Somalia), die von Elman begleitet werden. Neben der Tätigkeit beim Elman Peace and Human Rights Center arbeitet Elman bei verschiedenen kleineren Gruppen zur Versorgung von Straßenkindern in Mogadischu (Street Children Task Force), unterstützt vom Kinderhilfswerk UNICEF.
Mitte 2012 fand die erste TEDx-Konferenz Somalias statt, organisiert von der First Somali Bank. Ziel der Konferenz war es, die Verbesserungen und Entwicklung der somalischen Wirtschaft und Gesellschaft hervorzuheben. Ilwad trat als Gastrednerin auf und erläuterte die Arbeit ihrer Frauengruppe Sister Somalia sowie ihre Bedeutung für den Nachkriegs- und Friedensprozess in Somalia.

### Auszeichnungen
2014 erhielt Elman ein Stipendium der Young African Leaders Initiative des US-Außenministeriums. 2020 erhielt Ilwad Elman den Deutschen Afrika-Preis. 2020 wurde sie vom Magazin Forbes als eine der 50 einflussreichsten Frauen Afrikas genannt und in die Liste 100 Women der BBC aufgenommen. 2022 wurde ihr der auch als „alternativer Nobelpreis“ bekannte Right Livelihood Award sowie der Hessische Friedenspreis zuerkannt.